# Ariz (Marco de Canaveses)
Ariz is een plaats (freguesia) in de Portugese gemeente Marco de Canaveses en telt 1772 inwoners (2001).